# Ignacy Boerner
Ignacy August Boerner, ps. „Michał”, „Mglisty”, „Miński”, „Emil” (ur. 11 sierpnia 1875 w Zduńskiej Woli, zm. 12 kwietnia 1933 w Warszawie) – działacz socjalistyczny i niepodległościowy, inżynier mechanik, oficer Legionów Polskich, pułkownik dyplomowany Wojska Polskiego, bliski współpracownik Józefa Piłsudskiego, minister poczt i telegrafów w kilku rządach II RP, kawaler Orderu Virtuti Militari.

## Życiorys
Urodził się w spolonizowanej i patriotycznej rodzinie ewangelickiej. Jego dziadkiem był Jerzy Karol Boerner (ok. 1775-1852), który po III rozbiorze Polski przybył z Saksonii i osiedlił się w Płocku. Natomiast ojcem był Edward Ignacy (1833–1910), powstaniec styczniowy i pastor ewangelicko-augsburski w Zduńskiej Woli. Matką była natomiast Maria Klara z Rauhów (1839–1913).

Pochodzę z rodziny, której nazwisko wyraźnie ma pochodzenie niemieckie, jednakowoż pradziadowie, dziadowie i rodzice czuli się i byli rzeczywiście Polakami ... wychowany byłem w atmosferze i tradycjach powstańczych 1863 r. i idea niepodległości Polski była dla mnie wielką i świętą sprawą.

Po ukończeniu szkoły w Zduńskiej Woli uczył się w Męskim Gimnazjum Klasycznym w Kaliszu, następnie w prywatnej szkole, a później w kaliskiej szkole realnej. Tam brał udział w działalności tajnych młodzieżowych kółek samokształceniowych. Po ukończeniu szkoły w 1895 pracował jako praktykant w fabryce budowy maszyn „Wilhelmshütte” w Wałbrzychu. Tam po raz pierwszy zetknął się z ideami socjalistycznymi. Jak sam napisał:

Na wiecu słyszałem Liebknechta przemawiającego we Wrocławiu. Przemówienia te wywarły na mnie ogromne wrażenie i pod ich wpływem zacząłem studiować literaturę socjalistyczną.

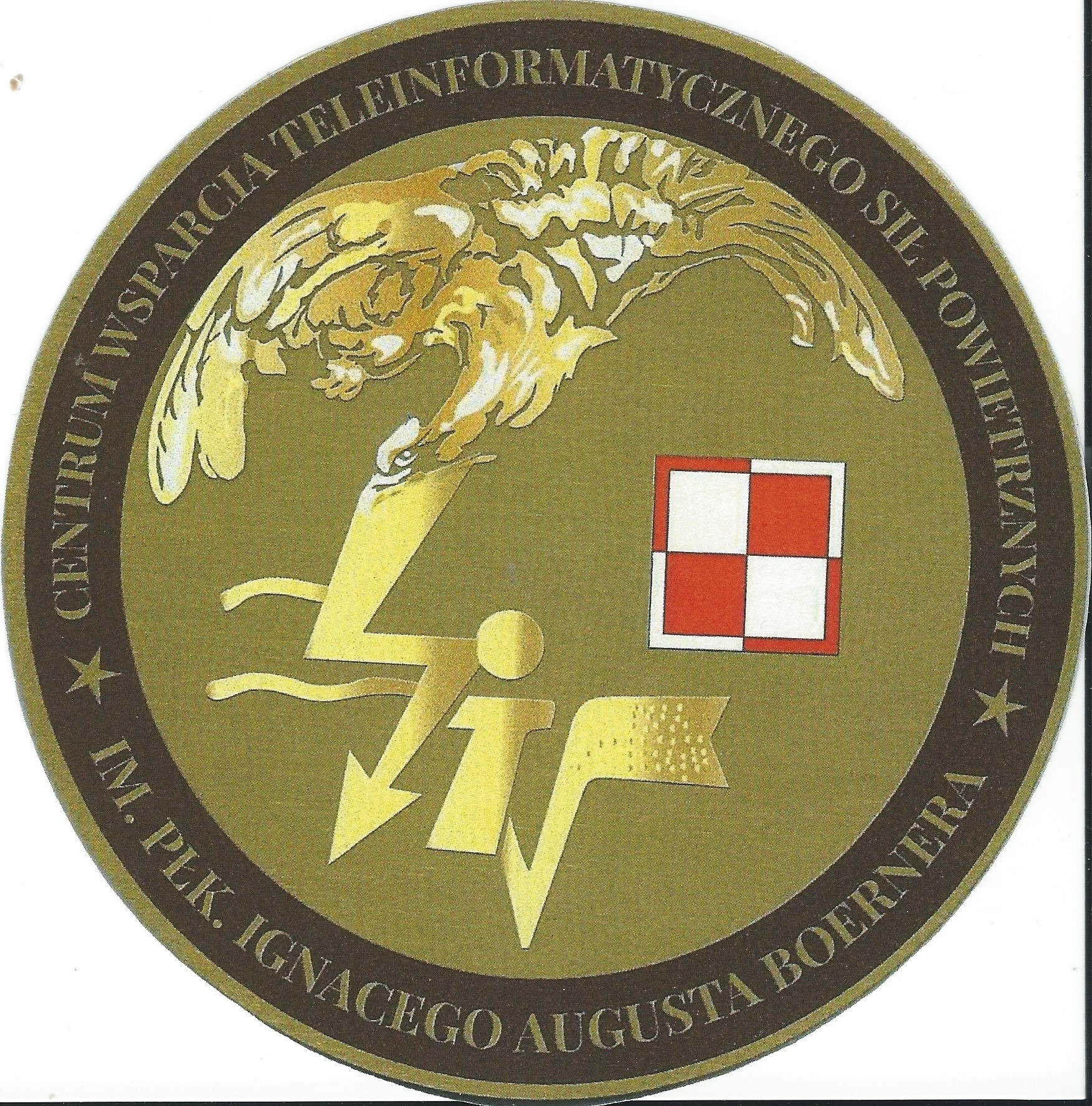
Centrum Wsparcia Teleinformatycznego Sił Powietrznych imię pułkownika Ignacego Augusta Boernera.

Następnie studiował na Politechnice w Darmstadt (1897–1902), kończąc je z tytułem inżyniera mechanika. W trakcie nauki założył sekcję Czerwonego Krzyża, a w 1898 r. został prezesem Polskiej Czytelni. Działacz Zjednoczenia Młodzieży Polskiej za Granicą, jako delegat organizacji w Darmstadt uczestniczył w jego zjazdach w Zurychu, Genewie i Halle. Od jesieni 1897 członek Związku Zagranicznego Socjalistów Polskich, był założycielem jej jedynej sekcji w Niemczech w Darmstadt. Uczestnik VI Zjazdu ZZSP w Zurychu (19–25 grudnia 1899). Prowadził także prace oświatowe wśród robotników polskich w Niemczech.
Po powrocie do kraju, od stycznia 1903 roku pracował jako inżynier w dyrekcji Kolei Warszawsko-Wiedeńskiej. Brał także czynny udział w pracach Polskiej Partii Socjalistycznej, będąc od czerwca do listopada 1903 członkiem Warszawskiego Komitetu Robotniczego, pracując jako agitator w dzielnicach partyjnych Powązki, Powiśle i Śródmieście. Zagrożony aresztowaniem skorzystał z propozycji inżyniera Popowskiego, prezesa Zakładów Górniczo-Hutniczych w Ostrowcu i przeniósł się do tego miasta. W listopadzie 1903 podjął pracę na stanowisku inżyniera i szefa oddziału mechanicznego w Zakładach Ostrowieckich. Kontynuował także działalność w PPS, będąc z nominacji CKR PPS członkiem radomsko-kieleckiego OKR, po „wsypach” z sierpnia 1903 i przegranym strajku w styczniu 1904 odbudował Lokalny Komitet Robotniczy w Ostrowcu i stanął na jego czele. Kierowana przez niego PPS powstrzymała w połowie sierpnia 1904 rozruchy antysemickie. Po wybuchu rewolucji kierował narastającymi wystąpieniami robotniczymi w Ostrowcu Świętokrzyskim, których kulminacją było proklamowanie 27 grudnia 1905 Republiki Ostrowieckiej. Władzę w Republice sprawował Komitet Rewolucyjny z Boernerem na czele. Stąd w późniejszym okresie nazywano go „prezydentem Republiki Ostrowieckiej”. Podczas swej władzy utrzymując porządek za pomocą Organizacji Techniczno-Bojowej PPS i milicji robotniczej usunął władze rosyjskie z Ostrowca. Najbiedniejszym wydał żywność i opał z magazynów fabrycznych. Zorganizował także bojkot powinności wojskowych w 11 gminach pow. opatowskiego. Podczas pacyfikacji Republiki Ostrowieckiej 6–15 stycznia przez karną ekspedycję gen. Riezina ukrył się, następnie 15 stycznia 1906 przedostał się przez Zawichost do Galicji. Wkrótce na wszystkich członków organizacji wydano zaoczne wyroki śmierci. W związku z tym Boerner przebywał z żoną kolejno w Darmstadt, Zurychu, Frankfurcie nad Menem, Krakowie i Lwowie. Tam uczestniczył w VIII Zjeździe PPS (12–23 lutego 1906), gdzie jako zwolennik „starych”, a jednocześnie delegat radomskiego okręgu PPS złożył informację na temat działalności PPS na tym terenie. Władze rosyjskie wydały na niego wyrok śmierci, stąd nie mogąc wrócić do Królestwa wyjechał do Niemiec, gdzie pracował najpierw w Darmstadt, a potem we Frankfurcie nad Menem. Wydalony z Niemiec na żądanie władz rosyjskich powrócił do Galicji mieszkając dzięki pomocy Józefa Piłsudskiego i Walerego Sławka najpierw w Krakowie, a od 1908 na stałe we Lwowie. Od 1912 współwłaściciel wraz z A. Litwinowiczem biura projektowego w tym mieście. Członek PPS-Frakcji Rewolucyjnej (1907–1912) i PPS-Opozycji (1912–1914). Jednocześnie należał do Związku Walki Czynnej (ZWC) i Związku Strzeleckiego, gdzie na początku 1914 ukończył kurs podoficerski, a następnie oficerski.

### I wojna światowa
Po wybuchu wojny wstąpił do Legionów Polskich. 6 sierpnia 1914 wymaszerował z Krakowa w składzie 2 plutonu 1 Kompanii Kadrowej. Komisarz Komisariatu Rządu Narodowego w Kielcach (sierpień-październik 1914) i komisarz objazdowy Polskiej Organizacji Narodowej (październik-listopad 1914). Działał na terenie Kielc, Jędrzejowa, Zagłębia Dąbrowskiego, Częstochowy i Łodzi. Po ewakuacji PON z Królestwa służył jako oficer ordynansowy I Brygady Legionów Polskich, biorąc udział m.in. w bitwie pod Lipnicą Murowaną. Następnie oddelegowany przez Józefa Piłsudskiego do prac politycznych, m.in. współuczestniczył w powołaniu Zjednoczenia Stronnictw Niepodległościowych w Łodzi (styczeń – luty 1915), Komitetu Naczelnego Zjednoczonych Stronnictw Niepodległościowych w Warszawie (sierpień 1915) oraz Wydziału Narodowego Radomskiego (listopad 1915). Jednocześnie działał w strukturach Polskiej Organizacji Wojskowej w Warszawie i Radomiu, był m.in. komendantem okręgu radomskiego POW (8 listopad – 5 grudnia 1915). Zagrożony aresztowaniem przez władze austriackie powrócił do służby liniowej w I Brygadzie. Dowódca kompanii saperów 1 pp (grudzień 1915 – czerwiec 1917), od 2 lipca 1915 pppr., a od 1 stycznia 1917 por. 16 czerwca 1917 przeniesiony 5 pp, gdzie dowodził kompanią szturmową. Po kryzysie przysięgowym internowany w Beniaminowie (22 lipca 1917 – 28 czerwca 1918). Po zwolnieniu szef oddziału wywiadowczego Komendy Naczelnej nr 1 POW (lipiec – listopad 1918). Uczestniczył w rozbrojeniu Niemców w Warszawie, gdzie z ramienia Piłsudskiego jako jego mąż zaufania przy niemieckiej Radzie Żołnierskiej doprowadził do rozbrojenia i ewakuacji niemieckiego garnizonu w Warszawie.
11 listopada 1918 r. Piłsudski spotyka się z niemiecką Radą Żołnierską której przedstawia Boernera jako swojego oficera odpowiedzialnego za ewakuację Niemców z Warszawy. Już 13 listopada odjechało 6 transportów kolejowych z żołnierzami a 19 listopada ostatni. W sumie opuściły Warszawę 22 transporty z 26930 Niemcami. Na ostatniej stronie raportu Boernera z tej ewakuacji jest notatka.       ”Stwierdzam niniejszym,  że Pan Major Boerner sprawnością,  taktem, spokojem, energią, słowem, cała swoją osobowością, doprowadził do spokojnej ewakuacji wojsk niemieckich z Warszawy – który to sukces przyczynił się w tych ciężkich chwilach do możebności rozpoczęcia prac nad organizacją państwa, rządu i wojska. Potwierdzam to, jako naoczny świadek i wspólnie z majorem Boernerem pracujący.”

### II Rzeczpospolita
Po utworzeniu Milicji Ludowej w stopniu kpt. był jej Komendantem Głównym (13 grudnia 1918 – 1 sierpnia 1919). Od Piłsudskiego otrzymał poufne wytyczne dotyczące bezpieczeństwa członków wszelkich bojówek partyjnych. W przeciągu kilku miesięcy mieli oni zostać rozbrojeni, odizolowani lub wciągnięci do wojska. Większość członków ML znalazła się w składzie batalionów etapowych i została wysłana na front. Pozostali weszli m.in. w skład nowo utworzonej Policji Państwowej. Następnie służył w Wojsku Polskim, gdzie był szefem Sekcji Defensywy Oddziału II Frontu Litewsko-Białoruskiego. W listopadzie-grudniu 1919 prowadził w Miklaszewiczach z upoważnienia Naczelnika Państwa poufne rozmowy z delegatem rządu sowieckiego Julianem Marchlewskim. Przygotował spotkanie w Borysowie, lecz nie doszło do niego, ze wzlędu na polską ofensywę. Po wybuchu wojny polsko-bolszewickiej służył w oddziale II sztabu Naczelnego Wodza (18 kwietnia – 12 maja 1920) i w Oddziale II Dowództwa Etapów WP na Ukrainie (12 maja – 2 lipca 1920). Następnie szef Oddziału II Grupy Poleskiej WP (12 lipca – 9 sierpnia 1920) Władysława Sikorskiego. W trakcie bitwy warszawskiej stał na czele Oddziału II 5 Armii (9 sierpnia – 20 września 1920), a następnie 3 Armii (od 20 września 1920). Od 30 lipca 1920 mjr saperów WP. Po zakończeniu działań wojennych od 12 marca 1921 był szefem Oddziału II Inspektoratu Armii nr 4 gen. Stanisława Szeptyckiego w Krakowie, czuwając nad kontrwywiadowczym zabezpieczeniem plebiscytu na Górnym Śląsku. Następnie przewodniczący podkomisji połocko-wilejskiej w Mieszanej Komisji Granicznej polsko-sowieckiej (lipiec 1921 – grudzień 1922). W styczniu 1923 awansowany na ppłk. saperów i przydzielony do Oddziału IV Sztabu Generalnego.
1 czerwca 1923 r. Piłsudski wyznaczył Boernera na attaché wojskowego w Moskwie. Pełnił to stanowisko do 1 listopada 1924, gdy to udał się na kurs doszkolenia w Wyższej Szkole Wojennej. Po powrocie z Moskwy został przydzielony na referenta do Inspektoratu Armii nr II (15.10.1925 r.), a następnie do 5. Pułku Saperów Kolejowych w Krakowie, gdzie przejął obowiązki dowódcy (12.11.1925 r.). 20 stycznia został awansowany na płk dypl. i przeniesiony do Rezerwy Kadrowej Saperów z jednoczesnym wykonywaniem obowiązków w Ministerstwie Przemysłu i Handlu, gdzie był szefem samodzielnego wydziału wojskowego, oraz dyrektorem fabryki olejów mineralnych „Polmin”, a od 24 września prezesem Syndykatu Naftowego. Z dniem 31 marca 1929 został przeniesiony w stan spoczynku.
W 1929 został w rządzie Kazimierza Świtalskiego. Pozostawał nim do grudnia 1930 w kolejnych rządach: Kazimierza Bartla, Walerego Sławka i Józefa Piłsudskiego. Od 4 grudnia 1931 do 13 kwietnia 1932 był ponownie ministrem poczt i telegrafów w drugim rządzie Sławka i w rządzie Prystora, pozostawał nim do końca życia. M.in. w okresie pełnienia przez niego tej funkcji zainicjował wybudowanie radiostacji w Raszynie, a także osiedla dla pocztowców Warszawa-Babice (w latach 1936–1939 i od 1987 Boernerowo) obecnie w granicach dzielnicy Bemowo. W III kadencji został wybrany w okręgu wyborczym nr 23 (Iłża-Wierzbnik) posłem na Sejm i należał do klubu Bezpartyjnego Bloku Współpracy z Rządem. Był inicjatorem, założycielem i pierwszym prezesem Stowarzyszenia „Bratnia Pomoc Byłym Uczestnikom Walk o Niepodległość”. Był także członkiem komisji dla byłych członków PPS Kapituły Krzyża i Medalu Niepodległości.
Jako minister poczt i telegrafów doprowadził do uzyskania przez Polskę bezpośredniego dostępu telefonicznego z całą Europą. Prezentował koncepcję całkowitej automatyzacji sieci łączności, co miało pozwolić na wyjście z komunikacyjnego zacofania w stosunku do innych państw europejskich. Propagując tę ideę, zwracał uwagę także na inne płynące z niej korzyści, takie jak zmniejszenie bezrobocia i możliwość szybkiego zwrotu nakładów. Rada Ministrów zaakceptowała tę propozycję, a minister dokonał rozeznania w kwestii wyboru najwłaściwszych urządzeń, powołując nawet komisję, która je badała w różnych państwach Europy. Sejm poparł wniosek ministra o fundusze na inwestycję. Ponadto upowszechnił zbiorcze skrzynki pocztowe, wprowadził podział na listy miejscowe i zamiejscowe, zniżki na paczki z książkami i żywnością. Zainicjował także wybudowanie osiedla mieszkaniowego dla pocztowców w Babicach pod Warszawą, które po jego śmierci nazwane zostało w 1936 na jego cześć Boernerowem. W ciągu czterech lat wybudowano osiedle liczące 275 domów wraz z okoliczną infrastrukturą.
Zmarł w trakcie pełnienia urzędu na raka płuc. Został pochowany wraz z żoną na Cmentarzu Wojskowym na Powązkach w Warszawie (kwatera A 5-7-14).
Pozostawił po sobie wspomnienia, częściowo opublikowane zob. Boerner Ignacy, Pamiętnik z lat 1904–1905 (wraz z załącznikami), oprac. Tomasz Karbowniczek, Piotrków Trybunalski 2011.

## Życie prywatne
Miał liczne rodzeństwo, siostry: Marię Paulinę (ur. 1862), Zofię (ur. 1867), Annę (ur. 1868), Helenę Augustę (ur. 1872), Wandę Łucję (ur. 1874) oraz braci Edwarda Józefa (ur. 1863) i Władysława Juliusza (1865–1919).
25 lutego 1905 roku ożenił się z Zofią Beatą z Wardyńskich (1880–1963). Mieli syna profesora ekonomii Włodzimierza Stanisława (1908–1974).

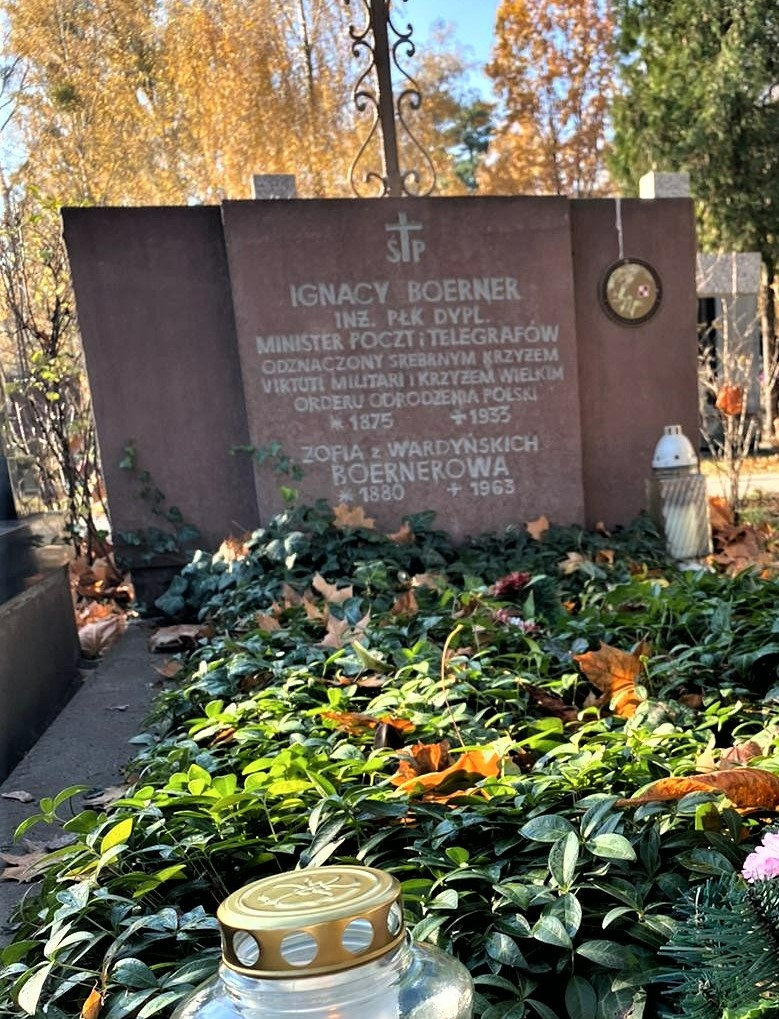
Grób Ignacego Boernera na powązkach wojskowych w Warszawie

Siostrzeńcem Boernera był historyk Zygmunt Lorentz (1894–1942), a siostrzenicą powieściopisarka Zofia Lorentz.
Prawdopodobnie należał także do masonerii i był członkiem loży „Narodowej” w latach 30.

## Okresy sprawowania urzędu ministra

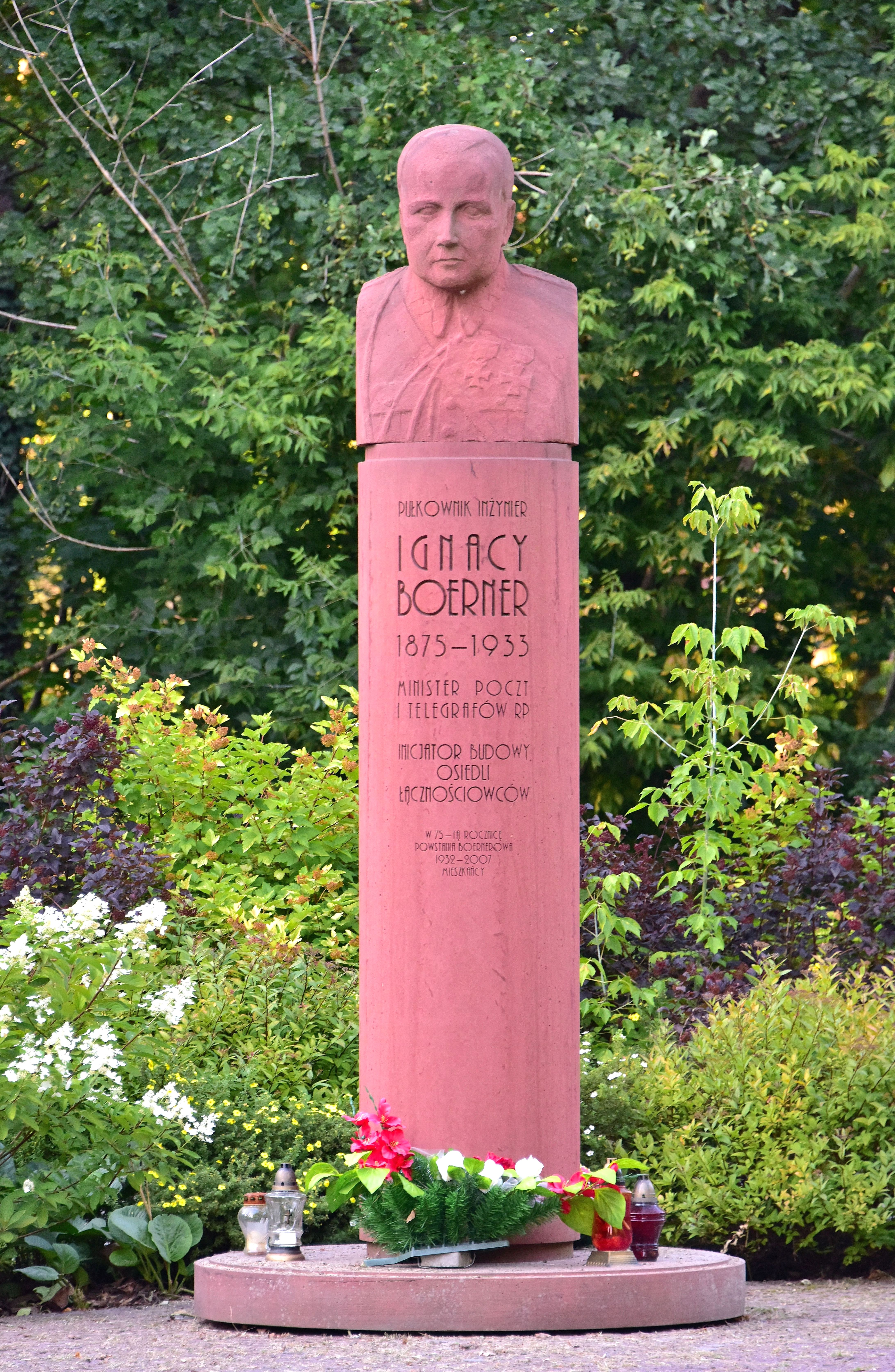
Pomnik Ignacego Boernera na warszawskim Boernerowie

- 14 IV – 7 XII 1929[7]
- p.o. 7-29 XII 1929
- 29 XII 1929 – 17 III 1930
- p.o. 17-29 III 1930
- 29 III – 23 VIII 1930
- p.o. 23-25 VIII 1930
- 25 VIII – 4 XII 1930
- 4 XII 1930 – 26 V 1931
- p.o. 26-27 V 1931
- 27 V 1931 – 12 IV 1933

## Awanse
- major – ze starszeństwem z dniem 1 kwietnia 1920[31]
- podpułkownik – ze starszeństwem z dniem 1 czerwca 1919[32]
- pułkownik – ze starszeństwem z dniem 1 stycznia 1928 i 4. lokatą w korpusie inżynierów i saperów[33]

## Ordery i odznaczenia
- Krzyż Srebrny Orderu Wojskowego Virtuti Militari nr 4942 (1921)[34]
- Wielka Wstęga Orderu Odrodzenia Polski (pośmiertnie, 15 kwietnia 1933)[35]
- Krzyż Niepodległości z Mieczami (12 maja 1931)[36]
- Krzyż Walecznych (dwukrotnie: 1922)[37]
- Złoty Krzyż Zasługi (16 marca 1928)[38][39]
- Krzyż Zasługi Wojsk Litwy Środkowej[40]
- Odznaka Pamiątkowa „Pierwszej Kadrowej”[41]

## Upamiętnienie
- W Łodzi, niedługo po jego śmierci, Zielonemu Rynkowi położonemu w centrum miasta, nadano jego imię (pl. płk. Boernera), które tenże nosił do 10 maja 1945 (zmieniony i do chwili obecnej na pl. wieloletniego prezydenta Łodzi Norberta Barlickiego)[42].
- W 1936 dla upamiętnienia Ignacego Boernera warszawskie podmiejskie osiedle zbudowane dla pracowników Ministerstwa Poczt i Telegrafów nazwano Boernerowem[43].
- 17 listopada 2007 na stołecznym osiedlu Boernerowo, na skwerze w zbiegu ulic T. Kutrzeby i gen. S. Kaliskiego odsłonięto jego pomnik; w 2008 skwerowi nadano nazwę płk. Ignacego Boernera[44].
- Jego imieniem nazwano jedną z ulic w Ostrowcu Świętokrzyskim.
- Jego imię nosiło Gimnazjum Nr 86 w Warszawie przy ul. gen. W. Thomee.
- W 90. rocznicę odzyskania przez Polskę Niepodległości odsłonięto tablicę poświęconą Boernerowi na budynku poczty w Zduńskiej Woli, przy ul. Kilińskiego.
- Jednostka Strzelecka 4040 w Zduńskiej Woli przyjęła imię Ignacego Augusta Boernera.
- Decyzją Nr 276/MON Ministra Obrony Narodowej z dnia 11 września 2012r. nadano Centrum  Wsparcia Teleinformatycznego Sił Powietrznych imię pułkownika Ignacego Augusta Boernera.